# Pterotaea tytthos
Pterotaea tytthos är en fjärilsart som beskrevs av Frederick H. Rindge 1970. Pterotaea tytthos ingår i släktet Pterotaea och familjen mätare. Inga underarter finns listade.